# 비봉초등학교 (충남)
비봉초등학교는 대한민국 충청남도 청양군 비봉면 용천리에 있었던 초등학교이다.

## 연혁
- 1924년 7월 7일 비봉공립보통학교(4년제) 개교(설립인가 4월 1일)
- 1927년 4월 1일 6년제 개편 인가
- 1938년 4월 1일 비봉공립심상소학교로 개칭
- 1941년 4월 1일 비봉공립국민학교로 개칭
- 1994년 3월 1일 6학급 편성(특수학급 포함)
- 1996년 3월 1일 비봉초등학교로 개칭
- 2003년 3월 1일 가남초등학교로 통합